# Колев, Светослав Панайотов
Светослав Панайтов Колев (18 декабря 1889, Велико-Тырново — 31 мая 1950, Москва) — болгарский коммунист.
В 1907 г. закончил Софийскую гимназию и поступил на юридический факультет Белградского университета. Затем продолжил учёбу в Женеве. В 1910 г. получил диплом юриста, в том же году вступил в партию тесных социалистов под руководством Димитра Благоева, женатого на сестре его матери. Через год вернулся в Болгарию и стал активным участником сопротивления действующей власти. За участие в Сентябрьском восстании 1923 года был заключён в тюрьму. После освобождения эмигрировал в СССР.
Работал в Заграничном бюро Коминтерна, пользуясь псевдонимом Александр Петрович Сергеев. Основным направлением его деятельности стал Китай, где он провёл около 10 лет, работая в том числе с Мао Цзэдуном. Во время Второй мировой войны выполнял поручения как в Западной Европе, так и в Китае. В 1944 г. некоторое время вёл передачи нелегальной радиостанции болгарских коммунистов «Народен глас» после того, как погиб её руководитель Станке Димитров. Одновременно с 1935 г. работал личным помощником Георгия Димитрова.
Умер по дороге в Китай, куда был назначен первым после войны чрезвычайным и полномочным послом Болгарии. Похоронен в Москве на Новодевичьем кладбище.
Дочь — искусствовед Марина Колева.